# Yannick Jauzion
Yannick Jauzion (ur. 28 lipca 1978 w Castres) – francuski zawodnik rugby union, wielokrotny reprezentant kraju. W latach 2002–2013 występował na pozycji środkowego ataku w klubie Stade Toulousain, z którym zdobył mistrzostwo Francji i Puchar Heinekena. Karierę rugbysty zakończył po sezonie 2012/2013.
Yannick Jauzion jest absolwentem l'Ecole supérieure d’agriculture de Purpan.

## Kariera klubowa
Yannick Jauzion w latach 1996–1998 był zawodnikiem Sporting Club Graulhétois, a w latach 1998–2002 – Colomiers Rugby. Do Stade Toulousain dołączył w 2002 roku. Z klubem tym wielokrotnie zdobył tytuł mistrza Francji i Puchar Heinekena. W sezonach od 2006/2007 do 2010/2011 był kapitanem drużyny. 
| Turniej          | Lata      | Liczba meczów | Liczba punktów | Liczba przyłożeń |
| ---------------- | --------- | ------------- | -------------- | ---------------- |
| Puchar Heinekena | 2000–2013 | 84            | 92             | 18               |

## Kariera reprezentacyjna
W reprezentacji Francji Yannick Jauzion zadebiutował 16 czerwca 2001 roku w meczu przeciwko Republice Południowej Afryki. Brał udział w dwóch turniejach finałowych Pucharu Świata w Rugby – w 2003 i 2007 roku, a także w siedmiu turniejach Puchar Sześciu Narodów. Ostatni mecz w reprezentacji Jauzion rozegrał 12 marca 2011 roku przeciwko Włochom w trakcie turnieju Puchar Sześciu Narodów. 
Według danych Francuskiej Federacji Rugby, aktualnych 30 marca 2014 roku, Yannick Jauzion zajmuje 10. miejsce w rankingu reprezentantów Francji, którzy zdobyli najwięcej przyłożeń (20).
| Turniej                | Lata      | Liczba meczów | Liczba punktów | Liczba przyłożeń |
| ---------------------- | --------- | ------------- | -------------- | ---------------- |
| Puchar Sześciu Narodów | 2004–2011 | 28            | 45             | 9                |
| Puchar Świata w Rugby  | 2003–2007 | 10            | 20             | 4                |

## Osiągnięcia
- Puchar Sześciu Narodów: 2004, 2007, 2010
- Mistrzostwo Francji: 2008, 2011, 2012
- Puchar Heinekena: 2003, 2005, 2010